# Francis Joseph Schenk
Francis Joseph Schenk (* 1. April 1901 in Superior, Wisconsin, USA; † 28. Oktober 1969 in Duluth, Minnesota) war Bischof von Duluth.

## Leben
Francis Joseph Schenk besuchte von 1915 bis 1918 die St. Thomas Academy in Mendota Heights. 1922 erwarb Schenk am College of St. Thomas in Saint Paul einen Bachelor of Arts. Francis Joseph Schenk erwarb 1926 am Priesterseminar in Saint Paul einen Bachelor of Sacred Theology. Er empfing am 13. Juni 1926 das Sakrament der Priesterweihe.
1928 wurde Schenk an der Katholischen Universität von Amerika in Washington, D.C. im Fach Kirchenrecht promoviert. Von 1928 bis 1930 war er Privatsekretär von Erzbischof Austin Dowling. 1930 wurde er Vize-Kanzler des Erzbistums Saint Paul. Von 1934 bis 1942 war Francis Joseph Schenk Professor am Priesterseminar in Saint Paul. 1942 wurde er Generalvikar des Erzbistums Saint Paul und Rektor der Cathedral of Saint Paul. 
Am 10. März 1945 ernannte ihn Papst Pius XII. zum Bischof von Crookston. Der Erzbischof von Saint Paul, John Gregory Murray, spendete ihm am 24. Mai desselben Jahres die Bischofsweihe; Mitkonsekratoren waren der Bischof von Duluth, Thomas Anthony Welch, und der Bischof von Fargo, Aloysius Muench. Am 19. Januar 1960 ernannte ihn Papst Johannes XXIII. zum Bischof von Duluth.
Francis Joseph Schenk nahm an allen vier Sitzungsperioden des Zweiten Vatikanischen Konzils teil.
Am 30. April 1969 nahm Papst Paul VI. das von Francis Joseph Schenk aus Altersgründen vorgebrachte Rücktrittsgesuch an.